# Palais Dolfin Manin
Le palais Dolfin Manin est un palais de Venise situé dans le sestière San Marco.

## Histoire
Le palais Dolfin Manin réalisé d'après le projet de l'architecte Jacopo Sansovino en 1536  est à l'origine le palais du procureur de Saint Marc, Zuanne Dolfin.
Le palais est restructuré par Gian Antonio Selva  entre 1787 et 1801 et a été la demeure du dernier doge de Venise, Ludovico Manin qui y mourut le 24 octobre 1802. La famille Manin l'occupa jusqu'à l'annexion de Venise par l'Italie.
En 1867, la famille le cède à la Banca Nazionale del Regno et est actuellement le siège vénitien de la Banque d'Italie.

## Description

### Exterieur
La façade est reprise sur les côtés du palais. L'entrée du palais se fait par le Grand Canal.

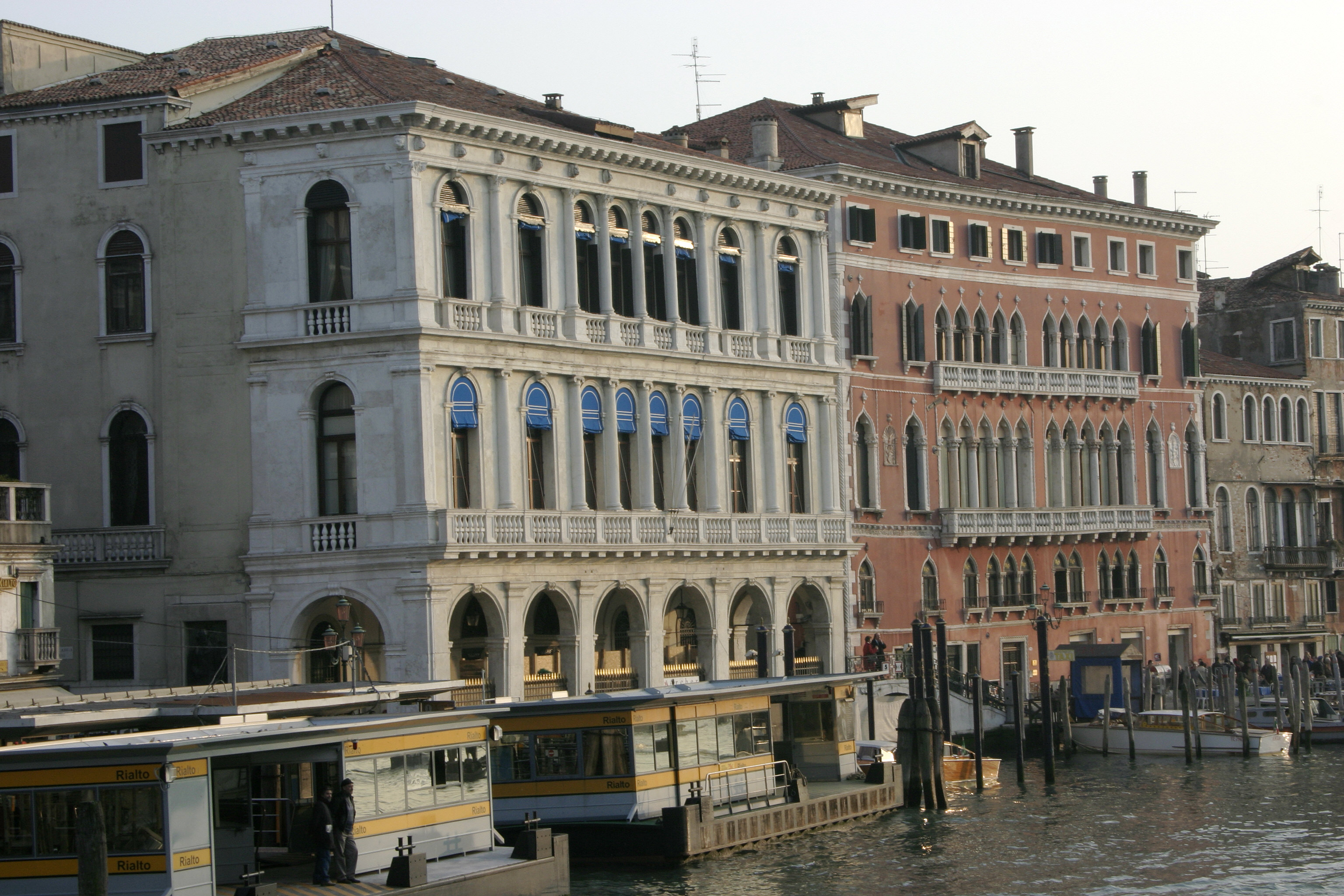
Vue du Palais Dolfin avec le Palais Bembo Boldù

### Intérieur
Une série sur l'histoire romaine pour la pièce de réception, a été réalisé par le peintre Giambattista Tiepolo entre 1725 et 1730. Elle est aujourd'hui dispersée dans de nombreux musées.

La série de Tiepolo
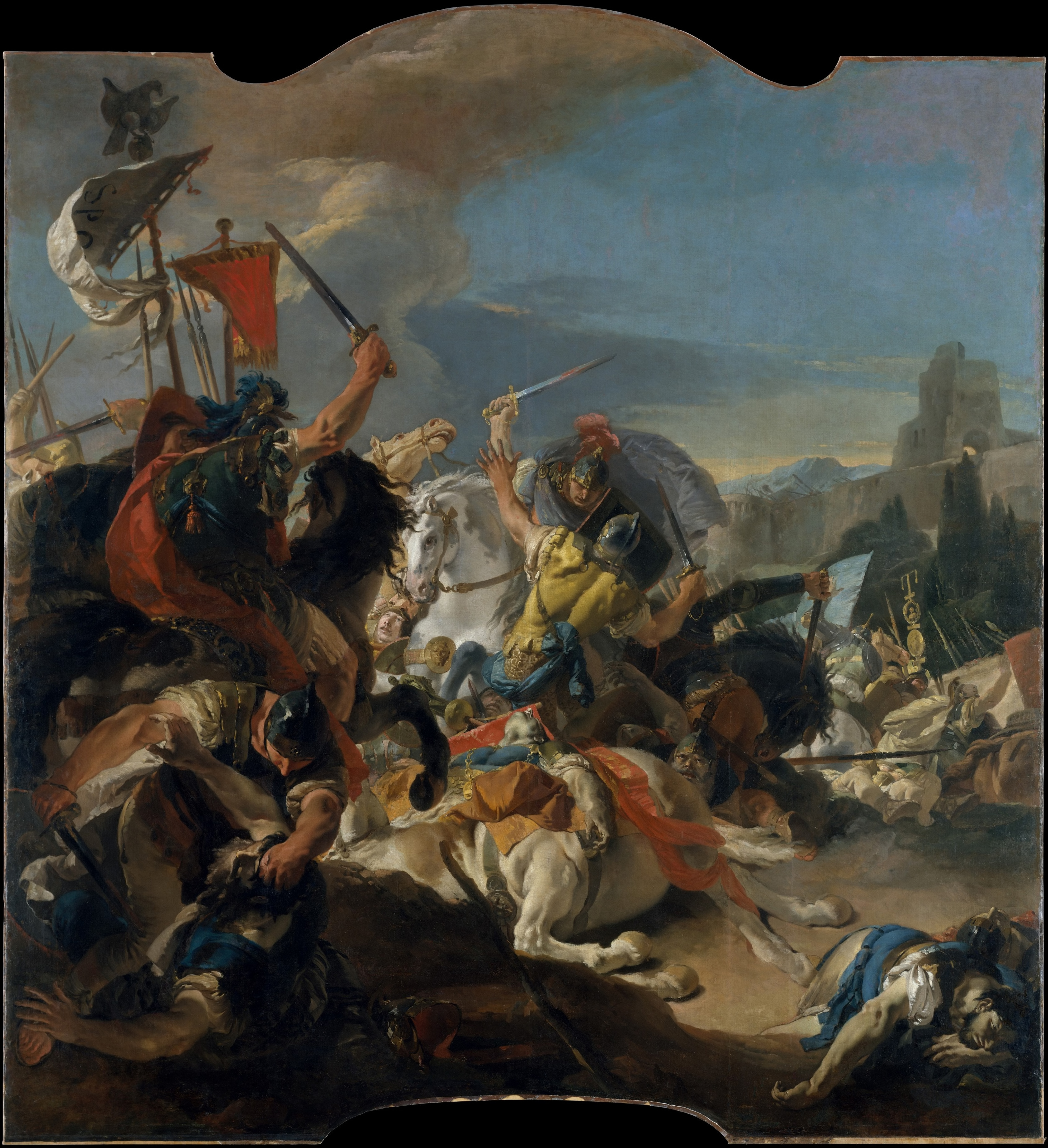
La Bataille de Verceil Metropolitan Museum, New York
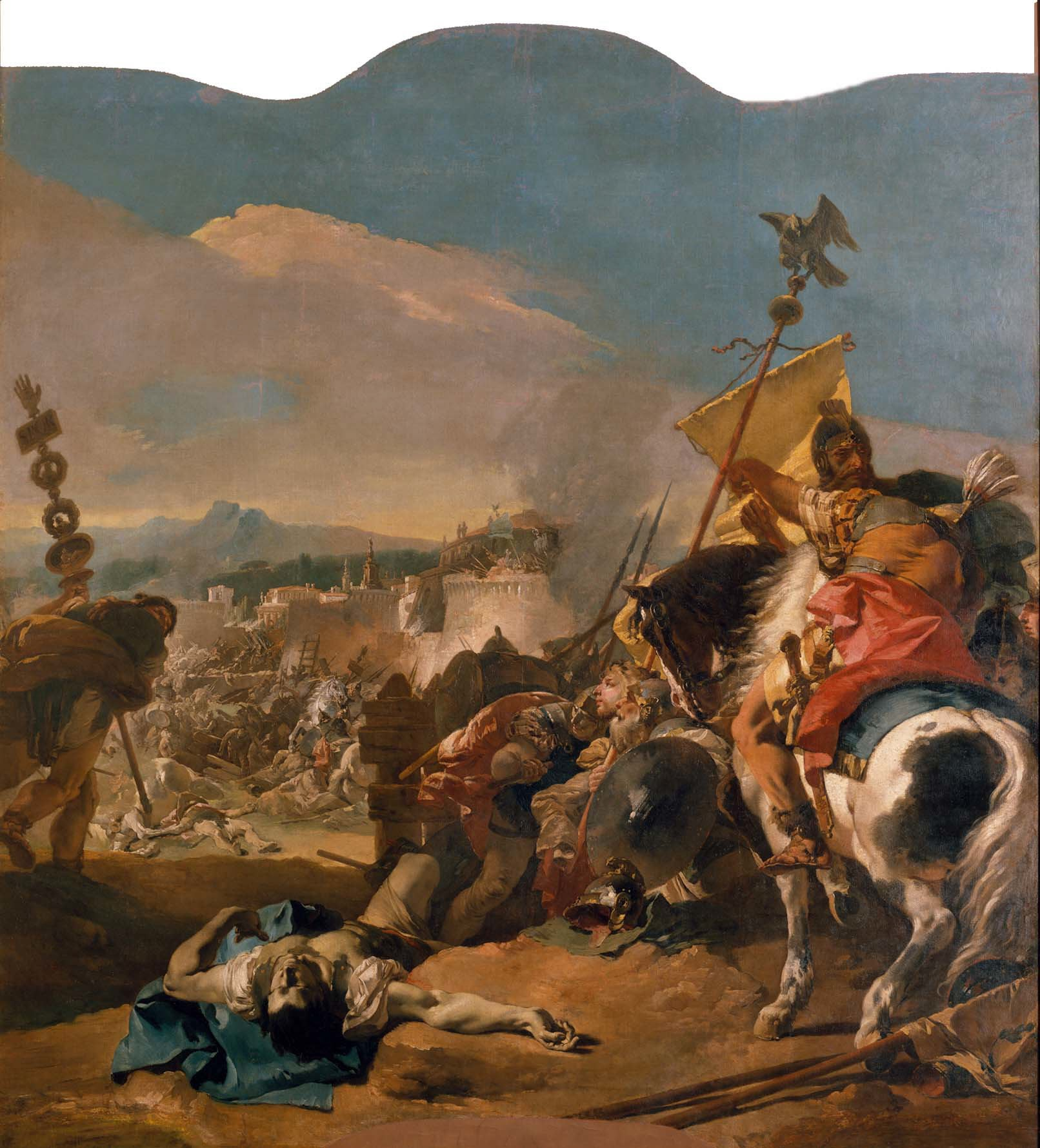
La Conquête de Carthage Metropolitan Museum, New York
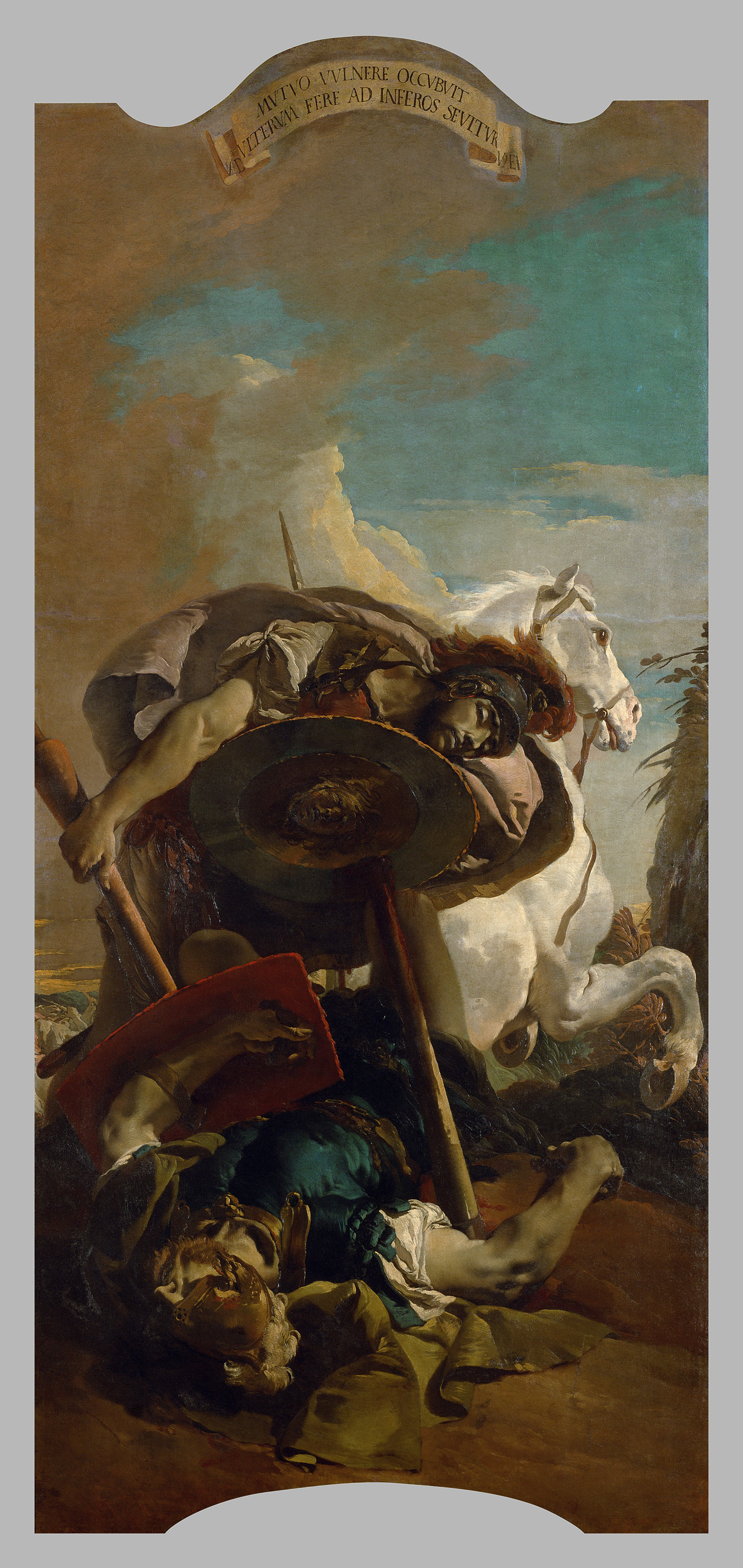
Mort du consul L. J. Brutus dans un duel avec Aruns Kunsthistorisches Museum, Vienne
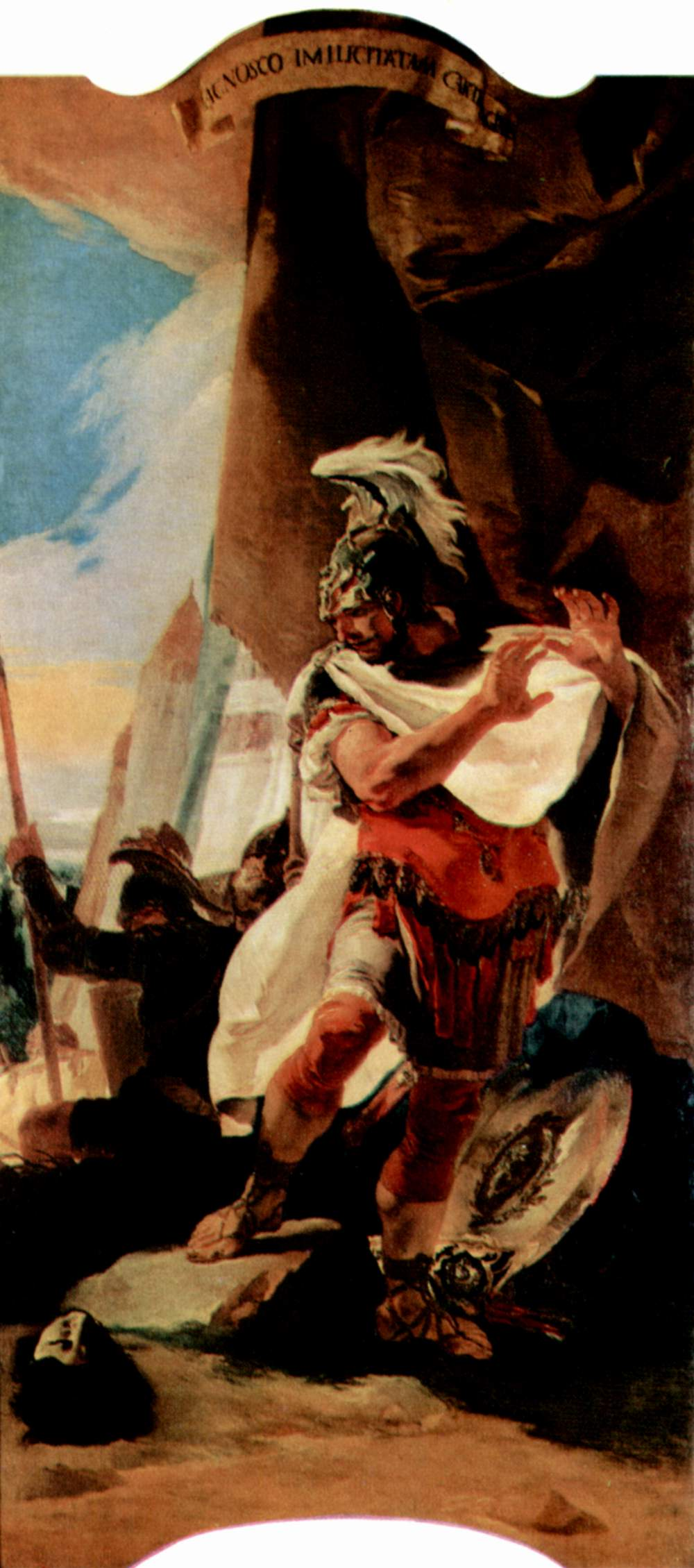
Hannibal reconnaît la tête de son frère Hasdrubal Kunsthistorisches Museum, Vienne
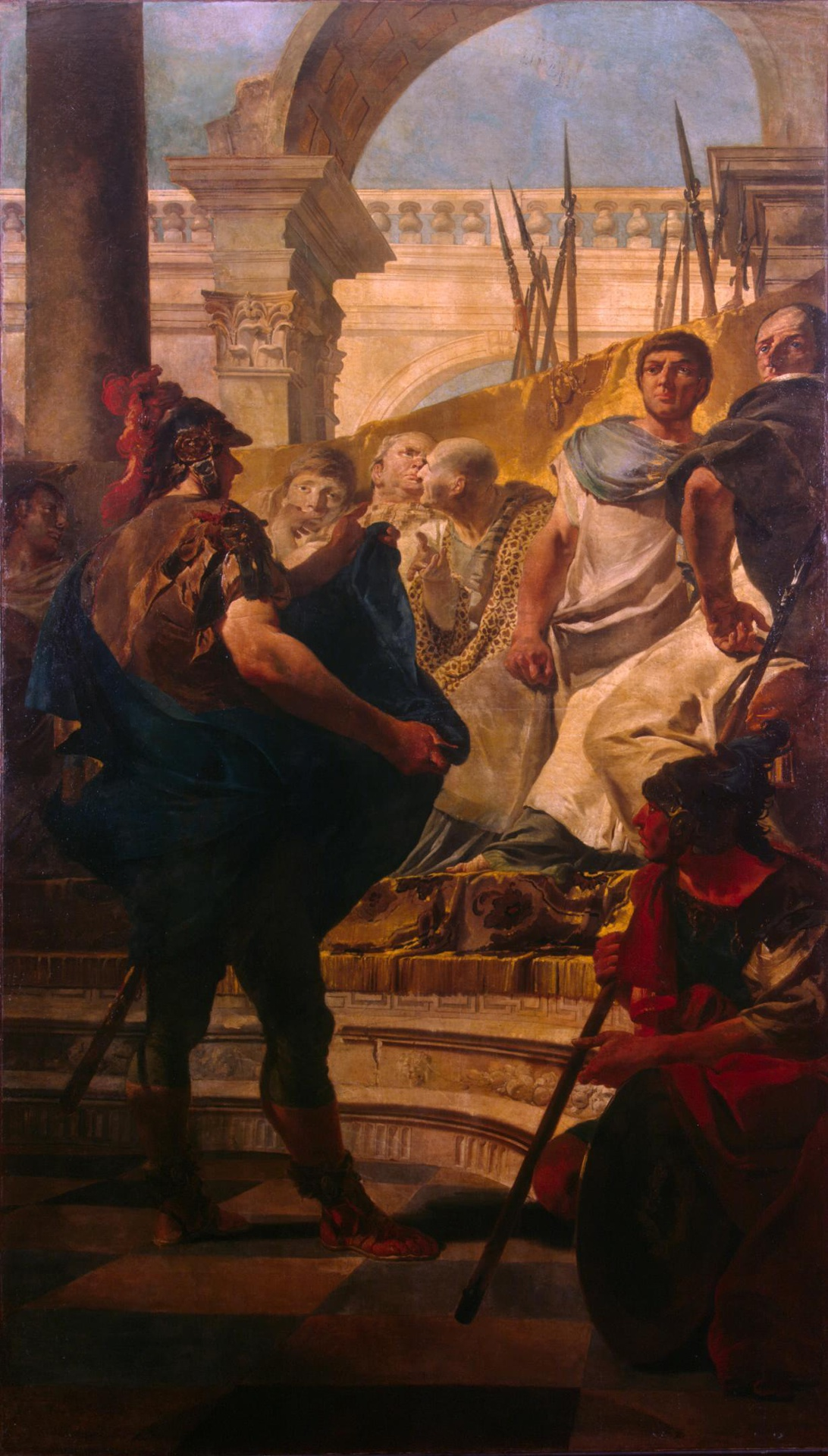
Quintus Fabius Maximus devant le sénat de Carthage Musée de l'Ermitage, Saint-PetersbourgMusée de l'Ermitage
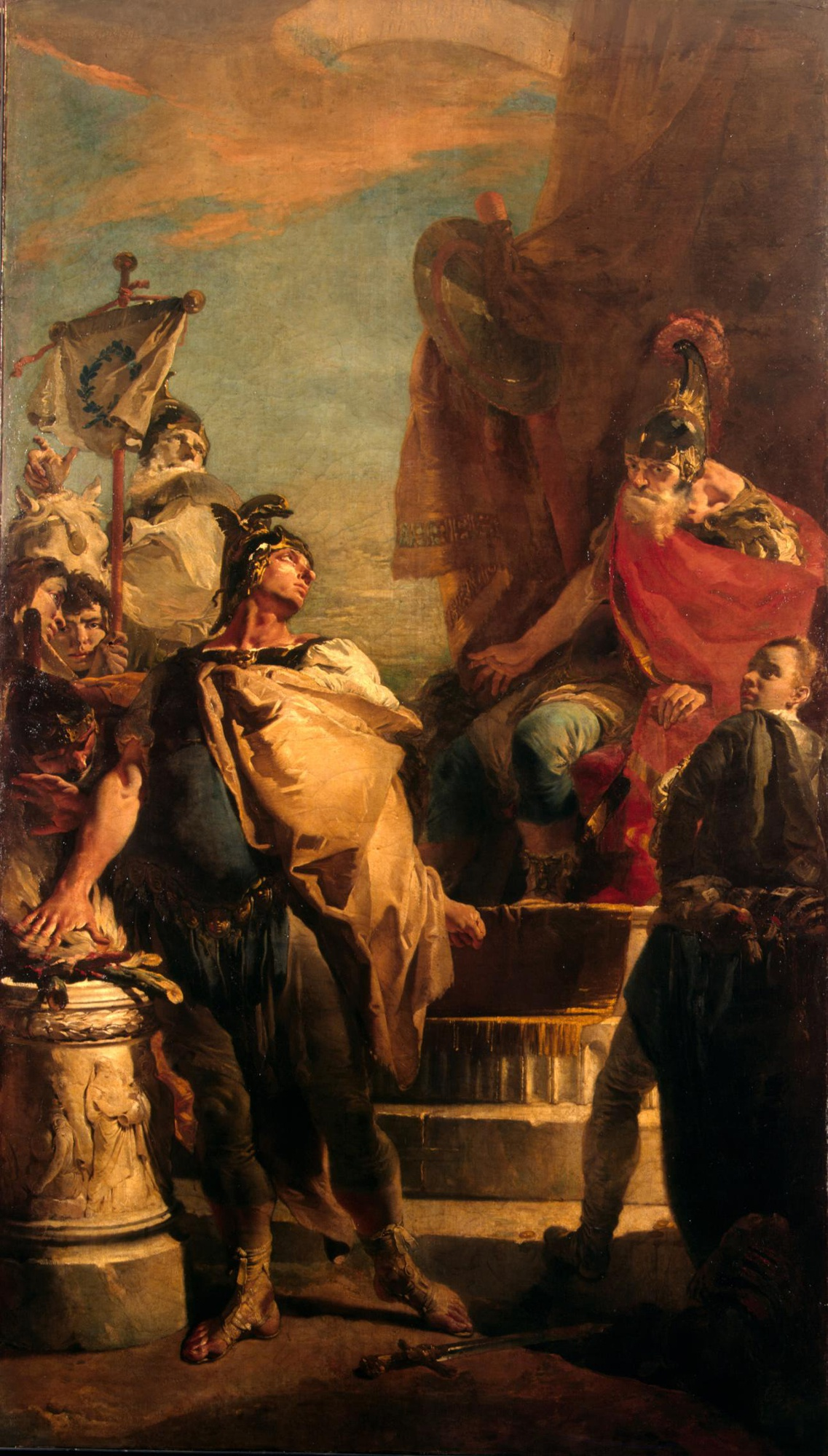
Mucius Scaevola devant Porsenna Musée de l'Ermitage, Saint-Petersbourg
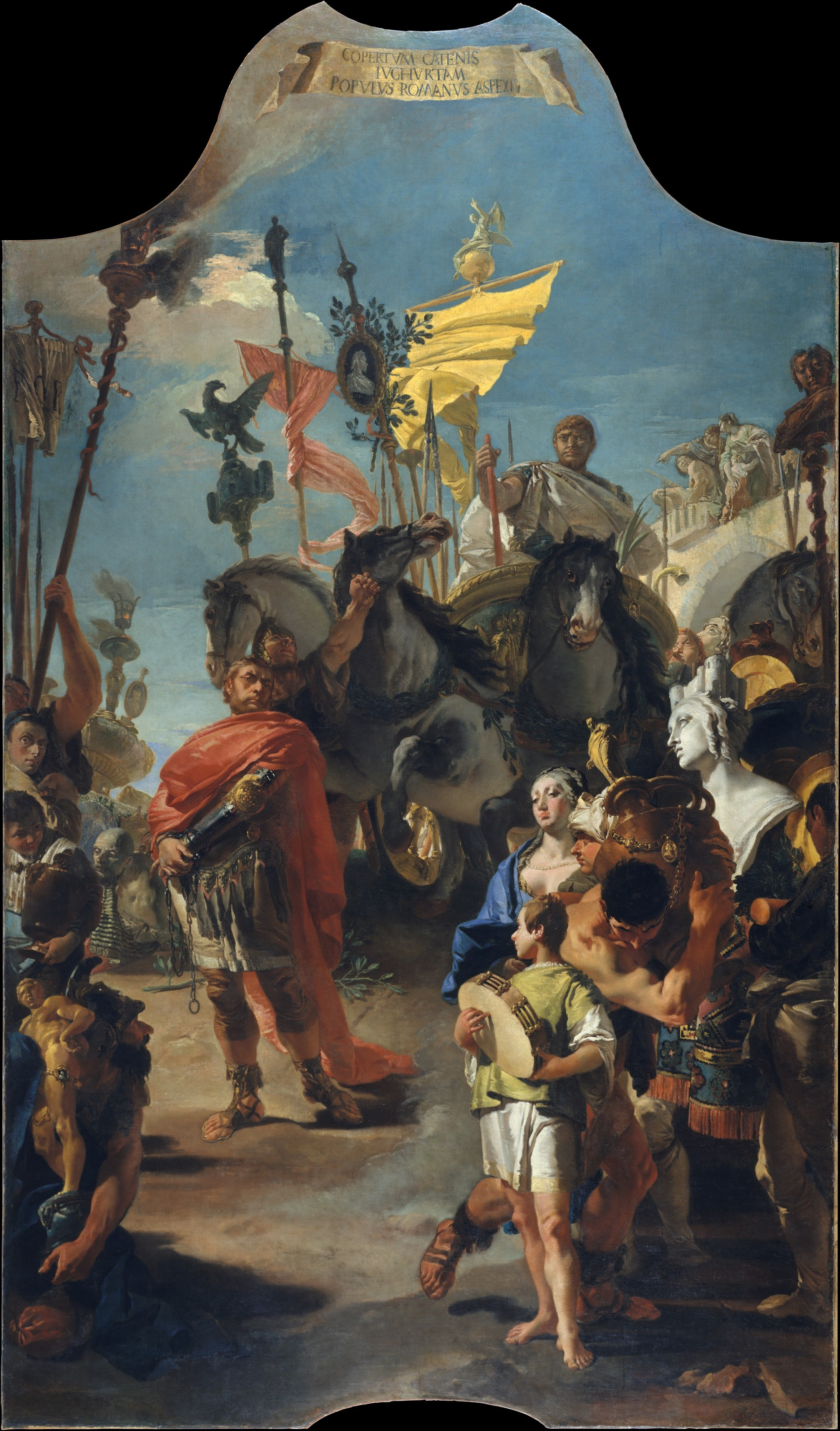
Le Triomphe de Marius Metropolitan Museum of Art, New York
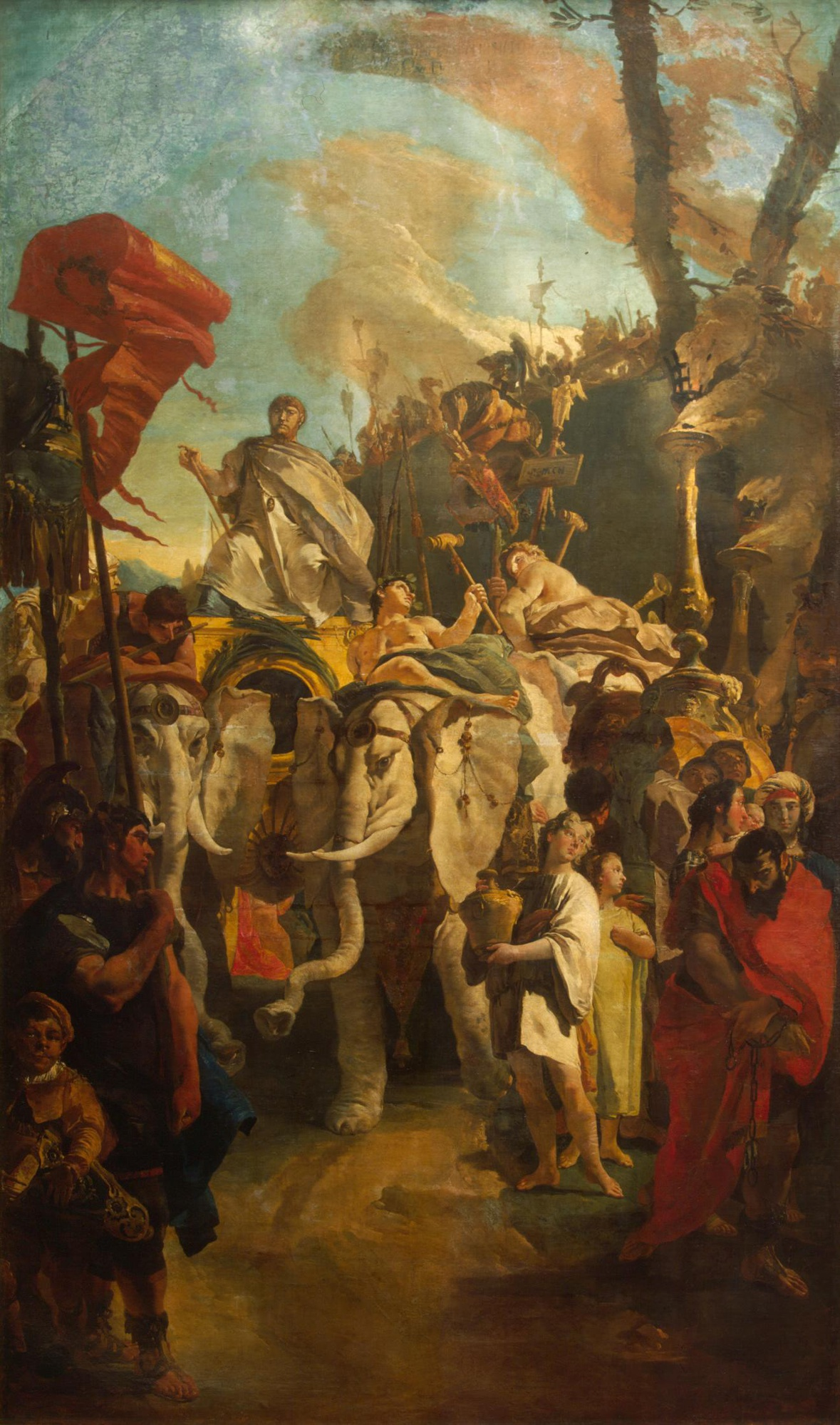
Le Triomphe de Manius Curius Dentatus Musée de l'Ermitage, Saint-Petersbourg
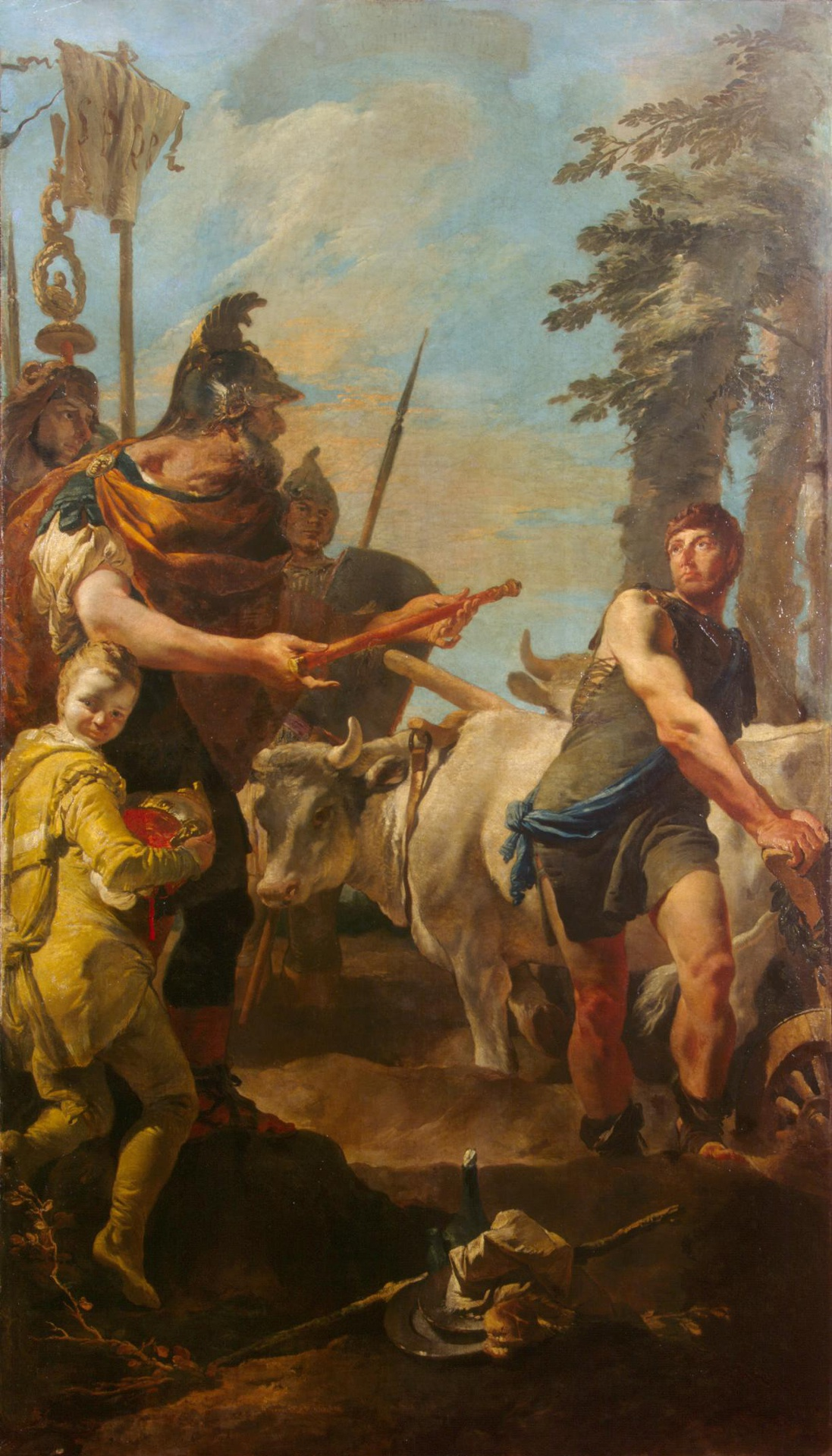
La Dictature offerte à Cincinnatus Musée de l'Ermitage, Saint-Petersbourg
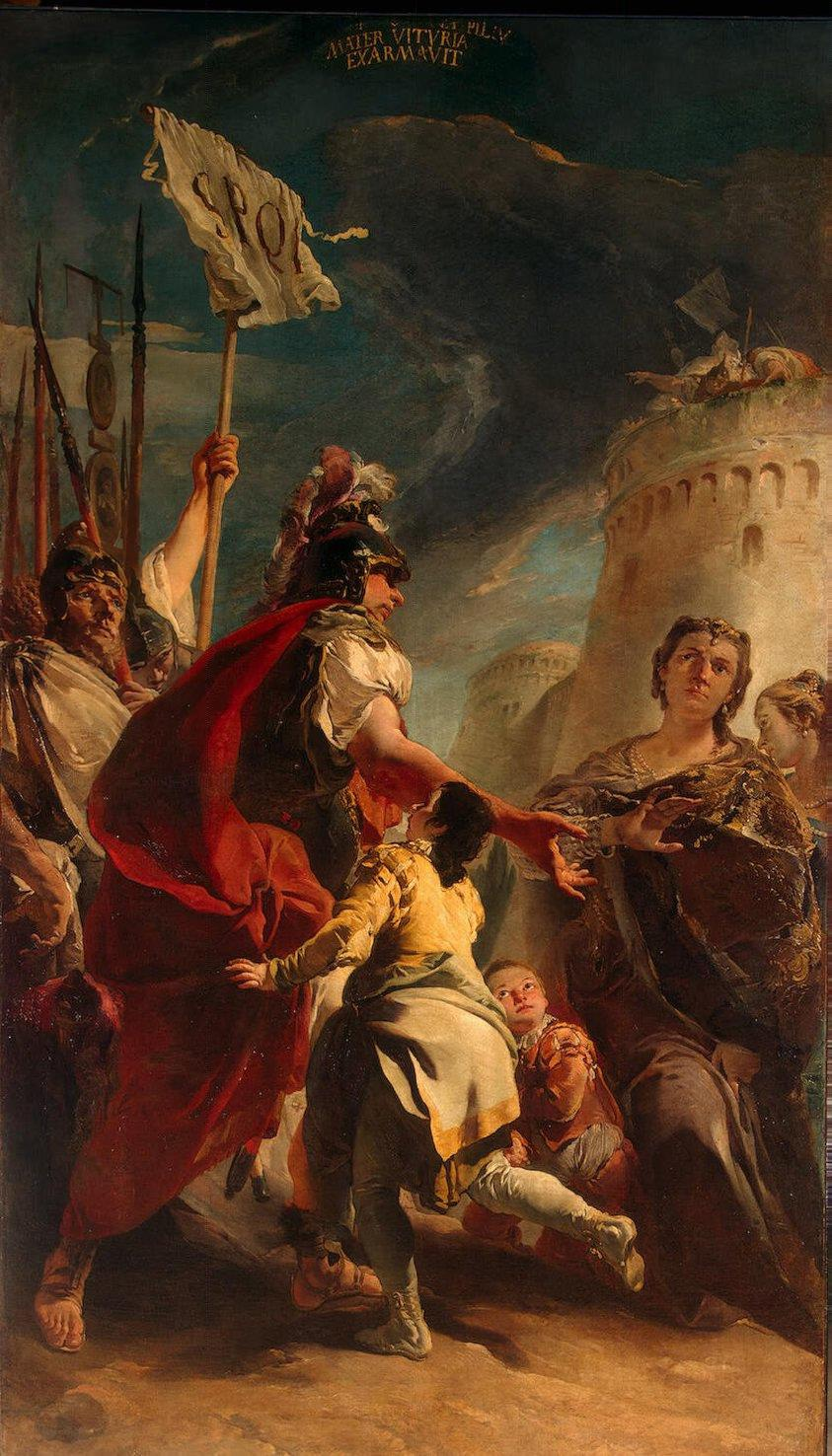
Coriolan aux portes de Rome série de dix toiles pour la pièce principale Musée de l'Ermitage, Saint-Petersbourg

Une toile de 320 × 392 cm, réalisée pour un  plafond par le même Giambattista Tiepolo vers 1740-1750 Le Triomphe de la vertu et de la noblesse sur l'ignorance, est aujourd'hui conservée au Norton Simon Museum à Pasadena.

Le Triomphe de la vertu et de la noblesse sur l'ignorance Giambattista Tiepolo vers 1740-1750

## liens externes
- Notices d'autorité :   - VIAF